# Премія Салема
Премія Салема (англ. Salem Prize) — наукова нагорода, заснована Адріаною Салем, вдовою французького математика грецького походження Рафаеля Салема (1898—1963). Починаючи з 1968 року премією нагороджуються математики, які відзначилися у галузі досліджень, якою цікавився Рафаель Салем, зокрема роботами пов'язаними із рядами Фур'є.

## Деякі лауреати
- Марина Вязовська (2016)[1]
- Елон Лінденштраус та Каннан Соундарараян (2003)
- Станіслав Смирнов та Одед Шрам (2001)[2]
- Теренс Тао (2000)
- Кертіс МакМаллен (1991)
- Жан-Крістоф Йокко (1988)
- Жан Бурген (1983)